# شورآباد (نگین کویر)
شورآباد، روستایی در دهستان نگین کویر بخش نگین کویر شهرستان فهرج در استان کرمان ایران است.

## جمعیت
بر پایه سرشماری عمومی نفوس و مسکن در سال ۱۳۹۵، جمعیت این روستا برابر با ۶۷۰ نفر (۱۹۲ خانوار) بوده‌است.